# Guy Ferchault
Guy Ferchault est un musicologue et critique musical français, né le 16 août 1904 à Mer, dans le Loir-et-Cher, et mort le 14 novembre 1980 à Paris. 

## Biographie
Guy Ferchault a suivi les cours d'André Pirro et de Charles Lalo, et a obtenu un diplôme de philosophie à la Sorbonne en 1942. Il a enseigné l'éducation musicale à Paris, à Orléans en 1941, à Poitiers de 1942 à 1949, à Tours de 1948 à 1951, et à Roubaix à partir de 1952. Il a été professeur d'histoire de la musique au Conservatoire de Versailles de 1943 à 1967, puis à Saint-Maur.

## Publications

### Ouvrages
- Une amitié mystique, réédition, Éditions d'Aujourd'hui, 1984.
- Le concerto, Paris, PUF, 1978[3].
- La musique à travers ses formes, Paris, Larousse, 1978.
- Le monde de la symphonie, Paris, Weber, 1972.
- La musique 1, Paris, Larousse, 1965.
- La musique 2, Paris, Larousse, 1965.
- Considérations sur l'esthétique mozartienne et l'origine de ses affinités françaises, in: L'année Mozart en France, livre d'or du bicentenaire, 1956.
- Essai de justification d'une bibliographie particulière à la philosophie de l'art musical, Kassel, Bärenreiter Verlag, 1954.
- Jean-Sébastien Bach et l'esthétique française de son temps, Zurich, 1950.
- Claude Debussy, musicien français, Paris, La Colombe, 1948.
- Faust, une légende et ses musiciens, Paris, Larousse, 1948[4].
- La musique des origines à nos jours, sous la direction de Norbert Dufourcq, préface de Claude Delvincourt, 1946.
- Schumann, le poète de la musique, in: Les Grands musiciens, de Beethoven à Ravel, Paris, Olivier Lesourd, 1945.
- Une amitié mystique, révelée par ses lettres à Francis Jammes, à Charles de Bordeu[5] et à sa filleule, par Henri Duparc, notes et préface de Guy Ferchault, Paris, Mercure de France, 1944.
- Les créateurs du drame musical, de Monteverdi à Wagner, préface d'Adolphe Boschot, Paris, Gallet, 1944.
- Introduction à l'esthétique de la mélodie, essai sur les fondements psychologiques d'une esthétique musicale, thèse de doctorat, 1940.

## Décorations
- Chevalier de l'ordre des Arts et des Lettres (1957)[6]

### Articles
- Jean-Philippe Rameau, Christoph Willibald Gluck, Richard Wagner, in: La musique des origines à nos jours, Larousse, 1946.
- Frédéric Chopin, Robert Schumann, in: Les grands destins, Lesourd, 1946.